# Gundelhof

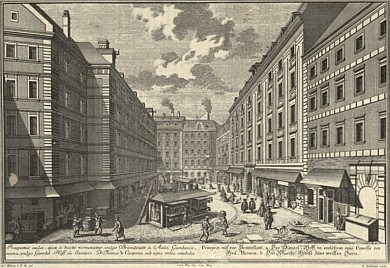
Die Brandstätte mit dem Gundelhof im 18. Jahrhundert

Der Gundelhof ist ein Wohnhaus am Grundstück Brandstätte 5/Bauernmarkt 4 in der Inneren Stadt zu Wien. Die im Vorgängerbau des heutigen, 1949 errichteten Gebäudes befindliche Thomaskapelle wurde bereits 1343 erstmals urkundlich erwähnt. 1458 wohnte Kaiser Friedrich III. hier für einige Tage. Zur Zeit des Biedermeier beherbergte das Haus mit dem Sonnleithnerschen Salon den größten musikalischen Salon seiner Zeit. Ignaz von Sonnleithner, Onkel Franz Grillparzers und Freund Wolfgang Amadeus Mozarts, Joseph Haydns, Ludwig van Beethovens und Antonio Salieris, förderte hier insbesondere den jungen Franz Schubert, der im Gundelhof die bis heute lebendige Tradition der Schubertiaden begründete. Weitere regelmäßige Gäste des Hauses waren etwa Johannes Brahms und Clara Schumann. Zu Beginn des 19. Jahrhunderts beherbergte das Gebäude außerdem die Wiener Börse und den Wiener Musikverein. Zeitweise befand sich der Gundelhof im Eigentum des Hauses Österreich-Este. Koordinaten: 48° 12′ 34,35″ N, 16° 22′ 18,22″ O

## Geschichte

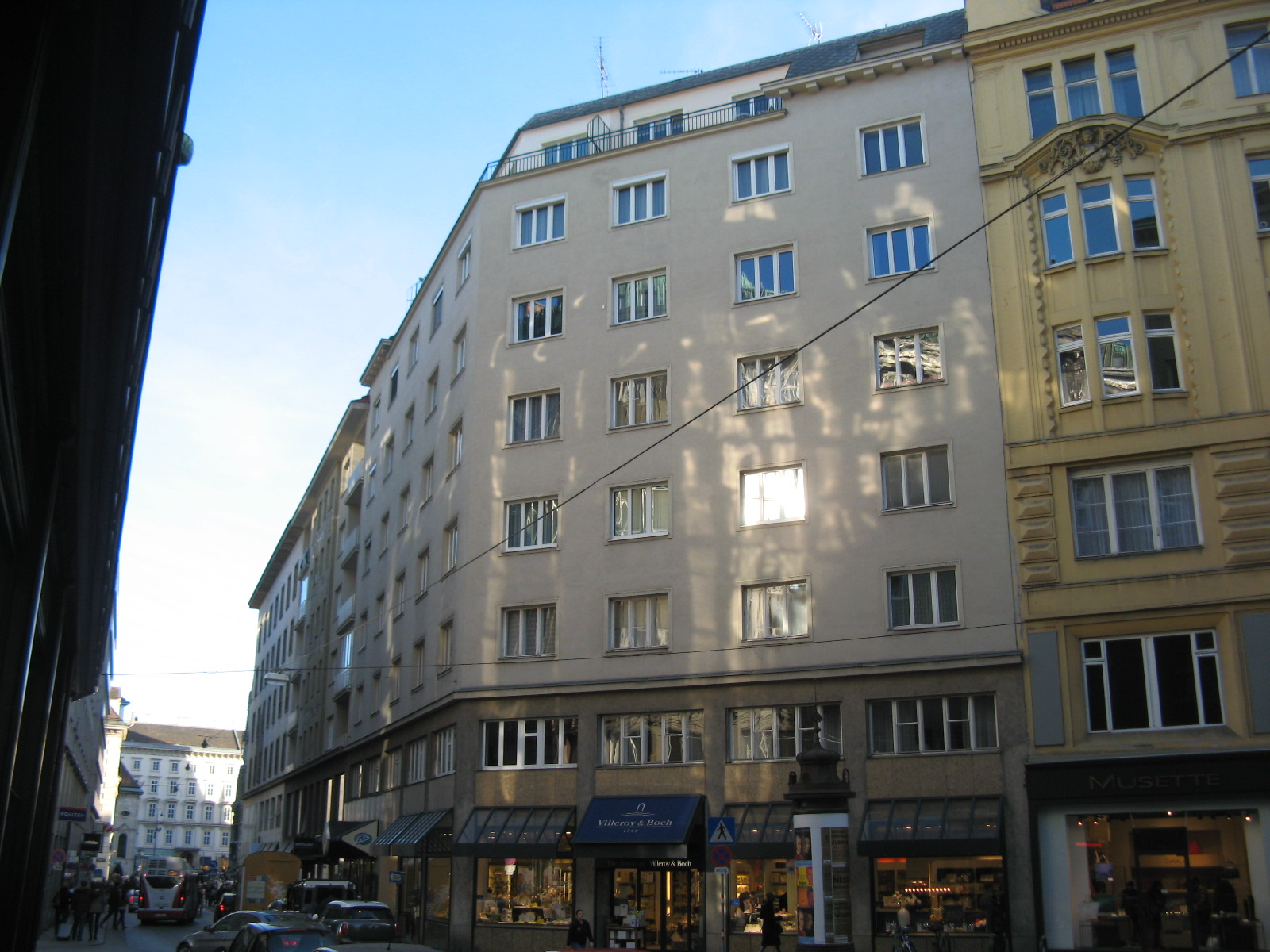
Der 1949 errichtete Nachfolgebau des alten Gundelhofs

Wahrscheinlich von der Familie Schüttwürfel wurde hier im 13. Jahrhundert die Thomaskapelle gestiftet, die 1343 erstmals urkundlich als Hauskapelle nachzuweisen ist. 1351 wurde als Hauseigentümer der Wiener Bürgermeister Berthold Poll genannt. 1422 wurde der Baukomplex mitsamt der Kapelle vom Stadtanwalt Hans Zink verkauft, wobei hier vom Haus, „das weilent drei Häuser gewesen sind“, die Rede ist. In den Jahren 1434 bis 1461 gehörte es Peter Strasser. Die häufige Annahme, dass die Thomaskapelle erst von ihm errichtet worden sei, ist nicht richtig, da sie bereits 1343 erwähnt wird. Möglicherweise wurde die Kapelle aber um 1450 erneuert. Zu dieser Zeit war das Gebäude als Strasserhof bekannt.

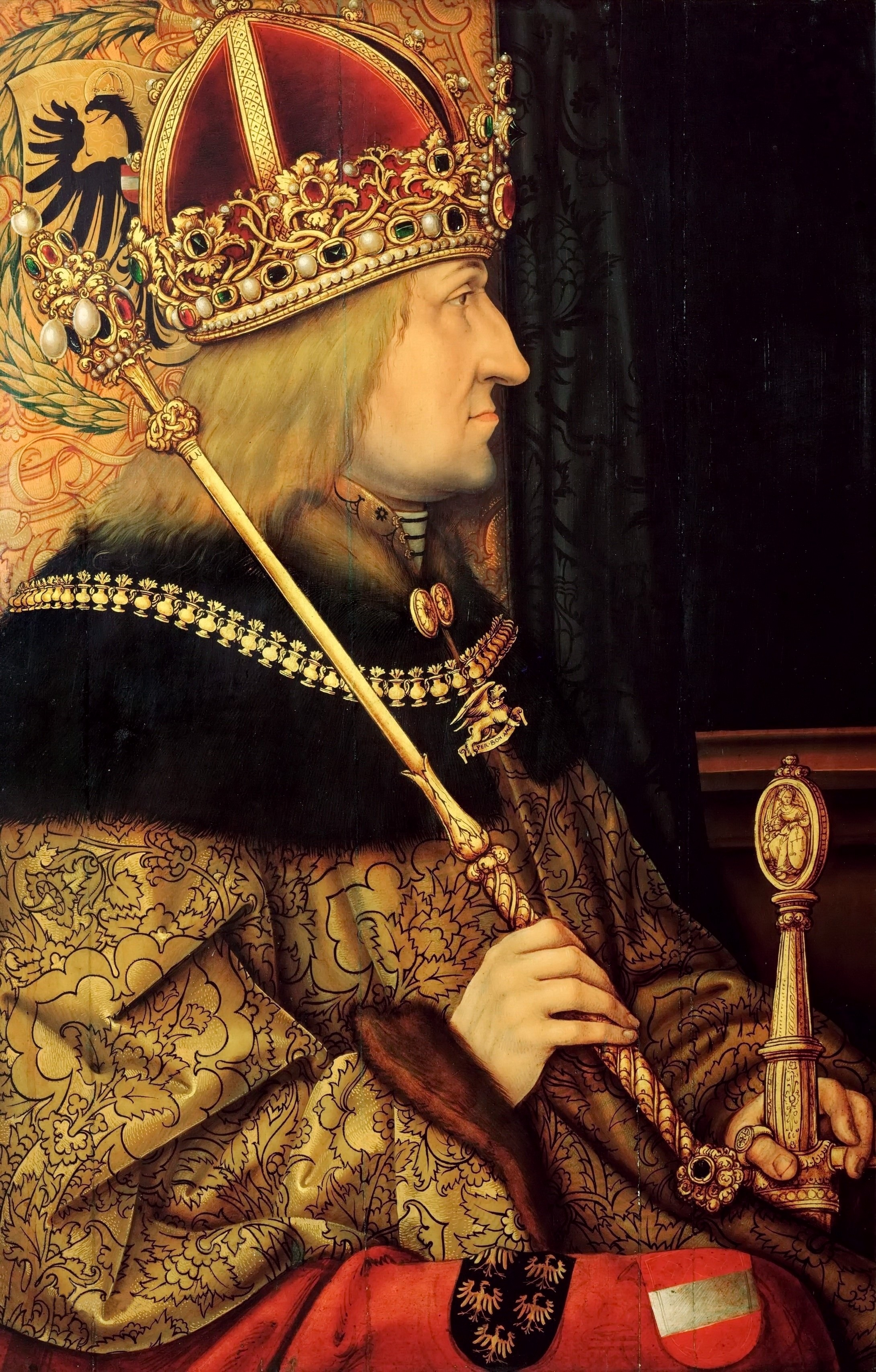
Kaiser Friedrich III. wohnte 1458 für einige Tage im Gundelhof

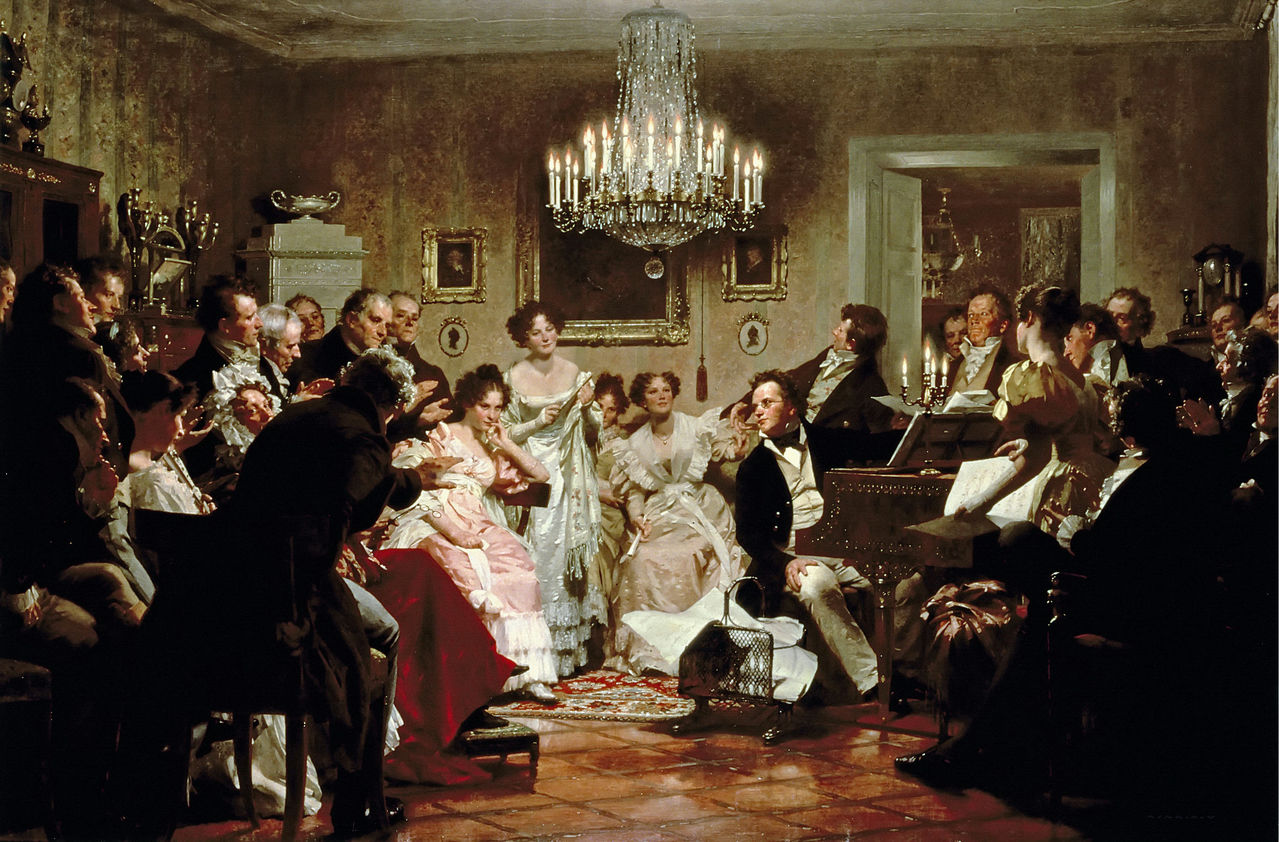
Eine Schubertiade, Ölgemälde von Julius Schmid (1897)

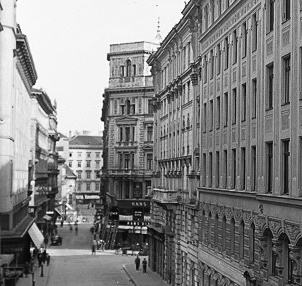
Der gründerzeitliche Neubau um 1940

Von Peter Strasser, bei dem der 1458 anlässlich der Landtagsausschreibung von Wiener Neustadt nach Wien kommende Friedrich III. für drei Tage gewohnt hatte, gelangte das Haus 1461 an dessen Witwe Kunigunde, die es 1490 ihrem zweiten Gatten Georg von Gundlach (verballhornt in Gundel) vermachte, der das Gebäude umbauen ließ. Dabei erhielt der Hof seinen Namen. Als Georg von Gundlach 1515 Schulden nicht beglich, wurde das Haus von der Schranne einem Gläubiger zugesprochen. Danach kam es zu einem häufigen Besitzerwechsel. Zu jener Zeit handelte es sich um ein eindrucksvolles Gebäude, das die Brandstätte zum Bauernmarkt hin abschloss, sodass diese nur durch den Hof oder durch zwei Schwibbögen vom Stephansfreithof aus betreten werden konnte. Im Hof standen Verkaufsbuden, wo der Gänsemarkt abgehalten wurde. In Erinnerung daran wurde der 1865/66 geschaffene Gänsemädchenbrunnen von Anton Paul Wagner zuerst hier aufgestellt, ehe er 1879 aus Platzgründen an die Mariahilfer Straße versetzt wurde.
1607 wurde der frühere Wiener Bürgermeister Augustin Haffner Besitzer des Gundelhofes, der die verfallene Thomaskapelle wiederherstellen ließ. Über seine Gattin Barbara kam 1617 der Bürgermeister Paul Wiedemann in den Besitz des Hauses. Er ließ die Ausstattung der Kapelle erweitern und vergrößerte die Messstiftung. Erst unter Joseph II. wurde die Kapelle profaniert. 1696 gelangte der Gundelhof in den Besitz von Bartholomäus I. von Tinti, in dessen in den Freiherrenstand erhobener Familie er über 100 Jahre lang blieb. 1801 kam der Hof an Erzherzog Ferdinand d’Este, den Bruder von Kaiser Joseph II. Damals befand sich auch vorübergehend die Wiener Börse in dem Gebäude. Von Ferdinands Erben, Franz IV. von Modena, kaufte Bruno Neuling 1810 den Gundelhof, von dem ihn sein Sohn Vinzenz Neuling erbte.
Im Gundelhof befanden sich zwei bekannte Gasthäuser, der Goldene Stern und die Eiche, in der Ludwig van Beethoven des Öfteren verkehrte. Zu Beginn des 19. Jahrhunderts befand sich hier außerdem das bekannte Kaffeehaus Hönig. Dieses war für seine Billardtische bekannt, man konnte hier aber auch Karten, Schach und Brettspiele spielen.
Anfang des 19. Jahrhunderts (Mai 1815 bis Februar 1824) wurde hier der Sonnleithnersche Salon geführt, der größte Musiksalon seiner Zeit. Die halböffentlichen Konzerte fanden unter dem Titel „Musikalische Übungen“ vor einer über 120-köpfigen, schließlich durch Eintrittskarten kontingentierten Zuhörerschaft statt. Die Gäste Ignaz von Sonnleithers, die zur kulturell interessierten Elite Wiens gehörten, boten insbesondere Franz Schubert den passenden Ramen, um seine Lieder bekannt zu machen. So nutzte er den musikalischen Salon zur Uraufführung zahlreicher Werke, wie etwa des Erlkönigs (25. Jänner 1821; mitunter nicht als Uraufführung qualifiziert). Die Abende hatten meist ein bestimmtes Thema, bei dem Schubert die Sänger, wie Johann Michael Vogl, selbst am Klavier begleitete. Durch Ignaz von Sonnleithners Salon entstanden damit die Schubertiaden, die noch heute als Musikfestspiele (zum Beispiel in den Orten Hohenems und Schwarzenberg) stattfinden. Weitere Gäste des Sonnleithnerschen Salons waren etwa Franz Grillparzer, Caroline Pichler, Franz von Schober und Johann Nepomuk Nestroy. Zu den Freunden Sonnleithners zählten etwa Wolfgang Amadeus Mozart, Joseph Haydn, Ludwig van Beethoven, Antonio Salieri, Joseph Weigl, Joseph von Eybler und Joseph Preindl.
Vom Frühjahr 1818 bis zum Herbst 1820 wurden auch in der Wohnung des Geigers Otto Hatwig im Gundelhof Konzerte veranstaltet. Schuberts erste Sinfonien und seine frühen Ouvertüren sind wahrscheinlich dort uraufgeführt worden.
Von 1820 bis 1822 fanden die Abendunterhaltungen der Gesellschaft der Musikfreunde in Wien im Gundelhof statt, der durch den Sonnleithnerschen Salon (1815–1824) und die musikalischen Abende Vinzenz Neulings (ca. 1817–1822) sowie Otto Hatwigs (1818–1820) „in den Jahren nach dem Wiener Kongress zum 'hot spot' bürgerlicher Musikkultur geworden war.“ Auch der Vereinssitz der Gesellschaft der Musikfreunde befand sich zu dieser Zeit im Gundelhof. Die bis heute als Wiener Musikverein bekannte Gesellschaft war 1812 von Joseph Sonnleithner, dem Bruder Ignaz von Sonnleithners, gegründet worden.
In den 1850er Jahren zählten Clara Schumann, Johannes Brahms und Joseph Joachim zu den Mitwirkenden anspruchsvoller musikalischer Soireen im Gundelhof.
1830 gelangte der Hof in den Besitz von Johann Malfatti. Einer der letzten Besitzer war Salomon Rothschild. Dieser ließ 1855 einen Zubau errichten.
1877 ließ die Stadtbaugesellschaft den alten Gundelhof, den sie 1873 von Anselm Salomon von Rothschild erworben hatte, demolieren und durch ein modernes Zinshaus ersetzen, das im April 1945 ausbrannte und 1949 unter Leitung des Architekten Franz John wiedererrichtet wurde. Dieser bis heute unverändert erhaltene Bau ist ein repräsentatives Beispiel der Architektur der frühen Nachkriegsmoderne in Wien. Auffallend ist das bereits ursprünglich im Terrassenbereich unterbrochene neoklassizistische Geison mit seinen grob stilisierten Mutuli.
Am 17. Juli 1942 wurde der hier wohnhafte Moritz Kohn (* 28. Juli 1892) nach Auschwitz deportiert, wo er in weiterer Folge ermordet wurde.
Trotz massiver Proteste der Regierung der BRD wurde hier am 5. August 1960 die „Verkehrsvertretung der Deutschen Demokratischen Republik in Österreich“ eröffnet.
Am 29. August 1981 gelang es Hildegard Aman, Inhaberin eines damals im Erdgeschoß des Hauses befindlichen Schuhgeschäfts, die Flucht Hesham Mohammed Rajehs nach dessen Terroranschlag auf den Wiener Stadttempel zu beenden, indem sie den am Haus vorüberlaufenden Mann durch Festhalten seiner Kapuze zum Stolpern brachte.
Im Haus befindet sich heute unter anderem der Sitz der Filmproduktion des vielfach ausgezeichneten Regisseurs Houchang Allahyari.

## Berühmte Bewohner und Gäste

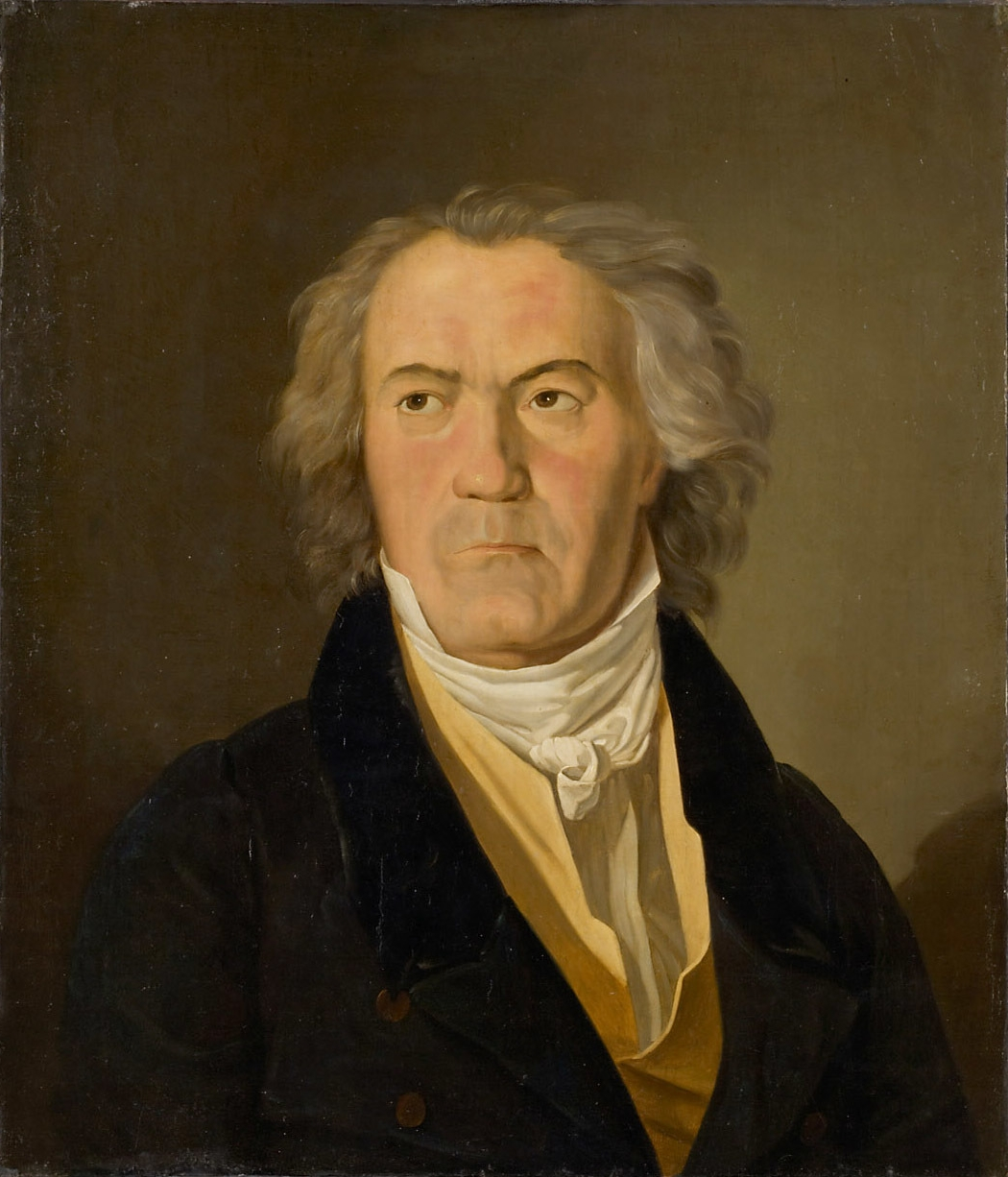
Ludwig van Beethoven war regelmäßiger Gast des Wirtshauses Eiche

- Berthold Poll (vor 1326–nach 1349), Politiker
- Kaiser Friedrich III. (1415–1493), Kaiser des Heiligen Römischen Reiches
- Augustin Haffner (um 1550–1616), Handelsmann
- Johann Paul Hocher (1616–1683), Jurist und Oberster Hofkanzler des Kaisers
- Bartholomäus I. von Tinti (1661–1757), kaiserlicher Hofkammerrat und Kämmerer
- Caroline Pichler (1769–1843), Schriftstellerin
- Ludwig van Beethoven (1770–1827), Komponist
- Ignaz von Sonnleithner (1770–1831), Jurist und Autor
- Salomon Rothschild (1774–1855), Unternehmer und Bankier
- Johann Malfatti (1775–1859), Mediziner
- Joseph Mayseder (1789–1863), Komponist
- Franz Grillparzer (1791–1872), Schriftsteller
- Vinzenz Neuling (1795–1846), Bierbrauer
- Franz von Schober (1796–1882), Dichter, Librettist, Lithograf und Schauspieler
- Franz Schubert (1797–1828), Komponist
- Johann Nepomuk Nestroy (1801–1862), Schauspieler und Opernsänger
- Clara Schumann (1819–1896), Pianistin und Komponistin
- Joseph Joachim (1831–1907), Violinist, Dirigent und Komponist
- Rudolph von Vivenot (1833–1870), Arzt und Klimatologe
- Johannes Brahms (1833–1897), Komponist, Pianist und Dirigent
- Julie von Asten (1841–1923), Pianistin und Klavierlehrerin
- Ingrid Nargang (1929–2019), Juristin und Zeithistorikerin
- Houchang Allahyari (* 1941), Filmregisseur